# United States Military Railroad
L'United States Military Railroad (USMRR), en français : « Chemin de fer militaire des États-Unis », est une agence dépendant du War Department (en français : « Département de la Guerre des États-Unis »), créée pendant la guerre de Sécession pour gérer le ravitaillement et le transport des armées nordistes en campagne au moyen des chemins de fer. Cette organisation est créée en 1862. Son champ d'action privilégié fut en fait le réseau ferroviaire confédéré après que l'Union eut dès 1862 porté l'essentiel de son effort militaire en territoire ennemi. L'impact déterminant sur le cours de la guerre et l'efficacité reconnue de cette organisation est liée à l'action remarquable du colonel (puis général) Herman Haupt.

## Création

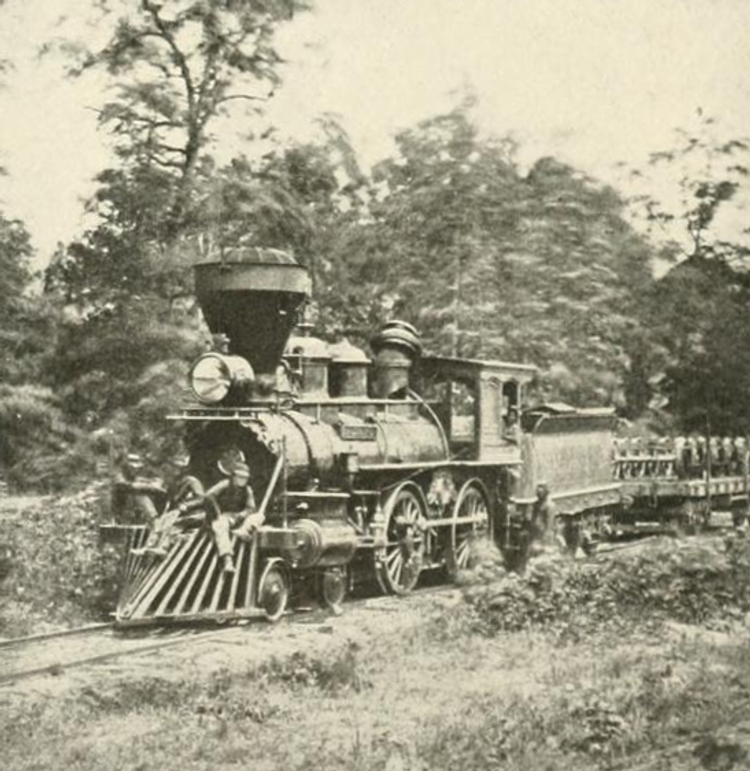
Locomotive de l'Union Fred Leach. Elle fut photographiée le 1er août 1863 au Maryland, après avoir échappé aux forces sudistes. Les trous dans la cheminée ont été causés par des tirs sudistes.

Le 31 janvier 1862, le Congrès des États-Unis vote le « Railroads & Telegraph Act », par lequel le président Abraham Lincoln reçoit pleins pouvoirs de réquisition des lignes de chemins de fer et de télégraphes qu'il considérerait comme nécessaires à la conduite de la guerre.
Pour opérer sur les lignes de chemins de fer réquisitionnées, et sur les lignes sudistes capturées, une agence est créée sous nom de « United States Military Railroad », aussi connue sous le sigle USMRR.
Comme il n'y aura pas de réquisitions effectuées, le gouvernement préférant se reposer sur la collaboration acceptée et la compétence technique des compagnies de chemins de fer existantes, l'USMRR n'aura à gérer que les portions de lignes capturées et quelques tronçons par elle construites.

## Organisation

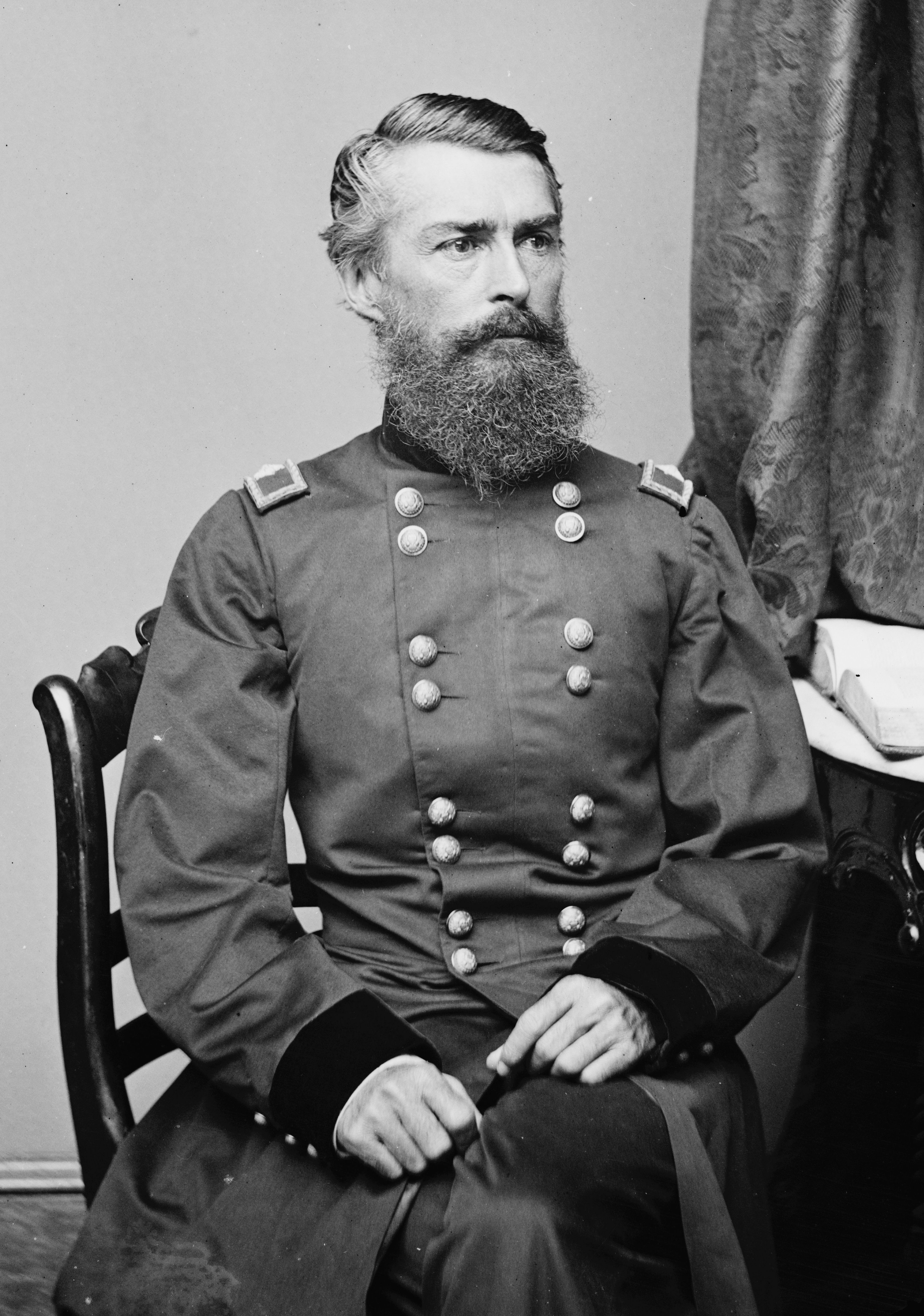
Le Brigadier-général Herman Haupt, figure emblématique de l' U.S.M.R.R..

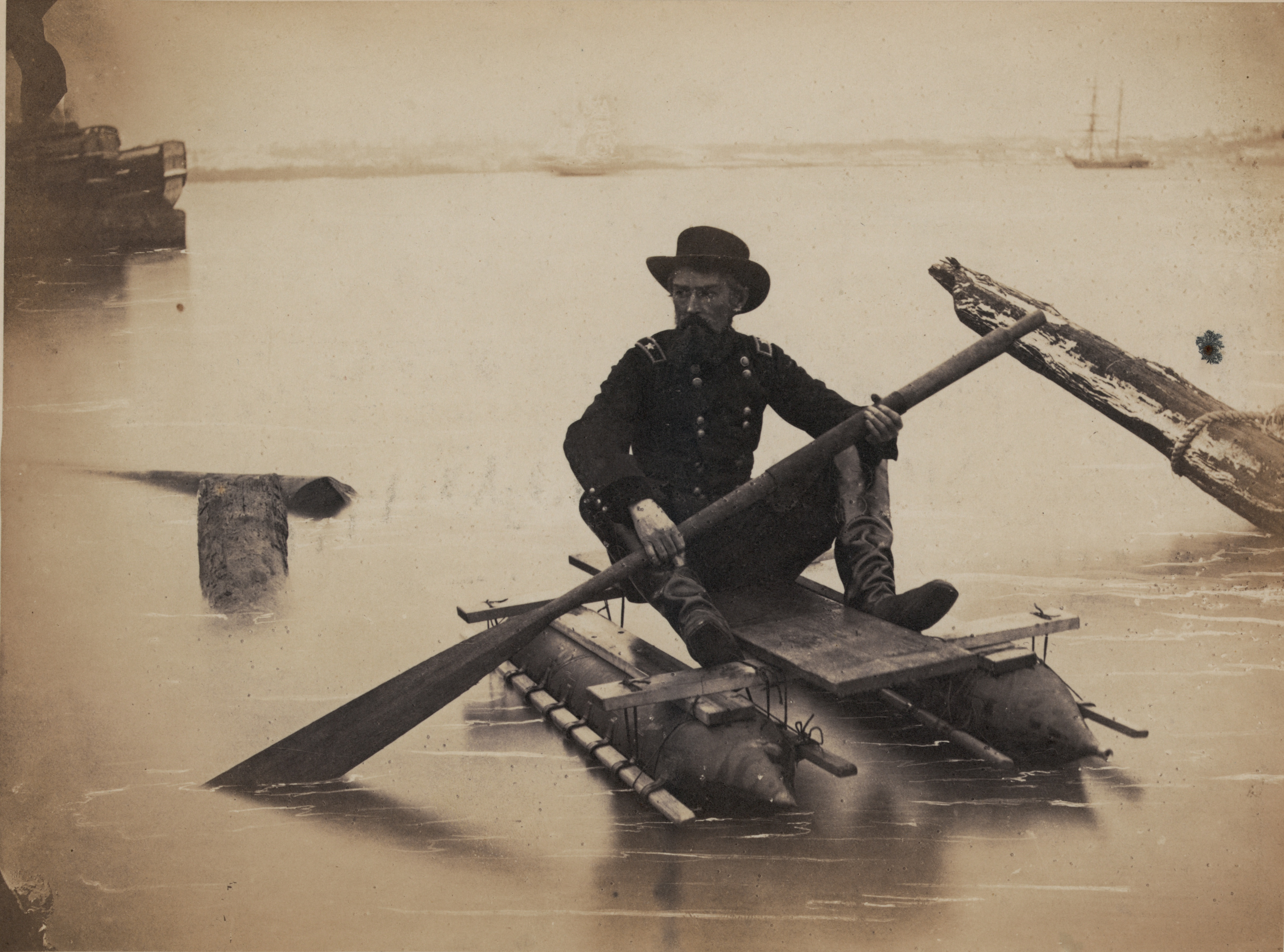
Herman Haupt en tournée d'inspection sur un chantier à bord d'un dinghy de sa conception.

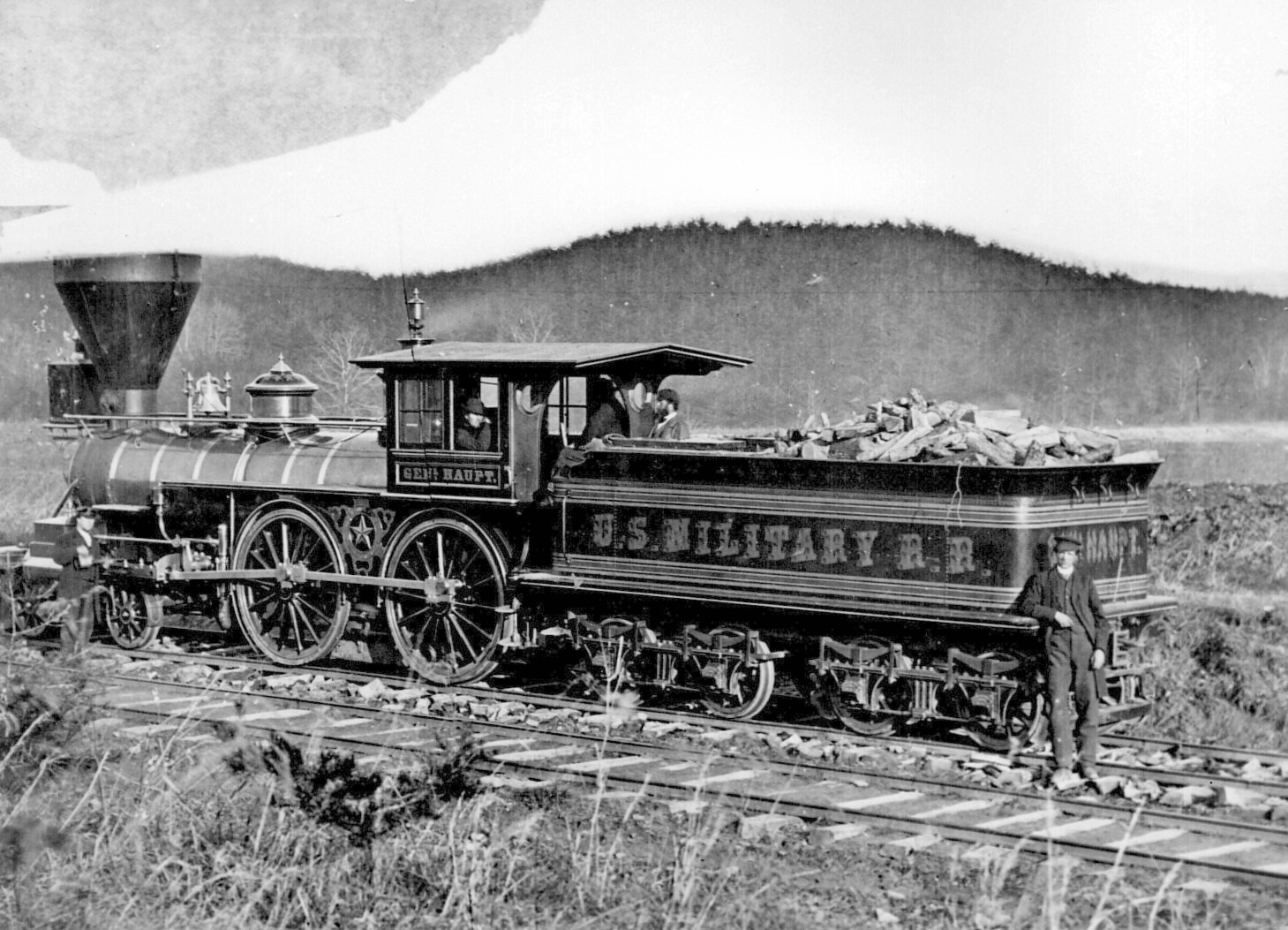
Locomotive type American 4-4-0 baptisée Gen. Haupt de l' U.S.M.R.R. construite en 1863.

### Commandement
- Daniel C. McCallum
- Herman Haupt

### Structures
Le système mis en place par Haupt pour les lignes de Virginie est appliqué aux autres Départements. Au niveau de chacun d'eux, l'USMRR aligne un Corps de Transport et un Corps de Réparations. Chacun de ces Corps étant composé de plusieurs divisions, chacune pour une portion de ligne donnée. À la fin du conflit, le Corps de Réparations aligne au total près de 10 000 hommes.

#### Unités de Réparations
Chacune de ces unités est chargée de maintenir en état les lignes qui lui sont attribuées. Chaque division est autonome et doit intervenir sans attendre d'ordres particuliers ou de matériels. Elle dispose à cet effet de réserves de rails, matériels, outils et même d'éléments préfabriqués pour faciliter la remise en état des ponts. Elle dispose aussi de ses propres locomotives et wagons pour se rendre à pied d'œuvre.

#### Unités de Transport
Ces unités remplissent les mêmes fonctions que le service Exploitation d'une compagnie civile de Chemins de fer. C'est-à-dire constitution des trains, établissement des horaires et des plans de circulation. Chaque division est responsable d'un tronçon de la ligne.
Son travail est facilité par le fait qu'une bonne part de ses effectifs sont des spécialistes civils loués par le gouvernement. Pour donner un exemple, le Transport Department de la division du Mississippi, comprend jusqu'à 1 200 hommes. Il est organisé en trois sous-départements.

#### Conduite des trains
Avec un « Superintendant de transport » par réseau et plusieurs « masters » de transport. Aux gares principales, sont placés des « Répartiteurs » (en anglais : Dispatchers) qui ont pour rôle de contrôler les équipages de cheminots et de superviser les réparations des locomotives.

#### Entretien du matériel roulant
Sous la direction d'un « Chef Machiniste » et d'un « Maître pour la réparation des wagons ».

#### Entretien des voies
Dirigé par un « Superintendant des Réparations », il comprend (par ordre hiérarchique) des « supervisors », des « roadmasters », des « foremen » et des ouvriers (en anglais : laborers).
De son côté, le Corps de Construction de la même division (6 000 hommes au maximum) est organisé en six unités, nommées aussi divisions, chargées chacune d'un domaine particulier. Une unité de base, division, est dotée d'un effectif théorique de 682 hommes. Elle possède un État-Major, qui comprend un ingénieur divisionnaire et son assistant, un « rodman », un secrétaire, deux messagers et un équipage de train de 11 hommes, et cinq sous-divisions.

#### Pontonniers
Cette unité comprend 356 hommes. Ils sont répartis entre un échelon de commandement et des équipes de travail. L'échelon de commandement regroupe un superviseur (avec rang de capitaine), un secrétaire, un timekeeper, un quartier-maître (en anglais : quatermaster), six foremen (avec rang de lieutenant), 30 sub-foremen; on trouve aussi un chirurgien et son aide ainsi que 12 cuisiniers. Les équipes de travail regroupent environ 300 mécaniciens et ouvriers; une équipe se compose de 10 hommes, 2 équipes composent une escouade (en anglais : squad) commandée par un officier. Les hommes des équipes sont des ouvriers civils mais fréquemment des « contrebandes » ou des soldats.

#### Poseurs de voies
Cette unité comprend aussi 356 hommes. Ils sont répartis de la même manière que la précédente.

#### Conducteurs d'attelage
Ce sont des attelages de bœufs destinés à servir sur les chantiers. Les trois dernières sous-divisions regroupent 48 hommes au total.

## Fonctionnement
Les unités de l'USMRR ne sont pas combattantes et ne sont pas armées. Néanmoins, à partir d'août 1863, certaines unités commenceront à s'équiper d'armes à feu et à s'entraîner pour se défendre contre les actions de guérillas sudistes.

## Actions remarquables de l'USMRR

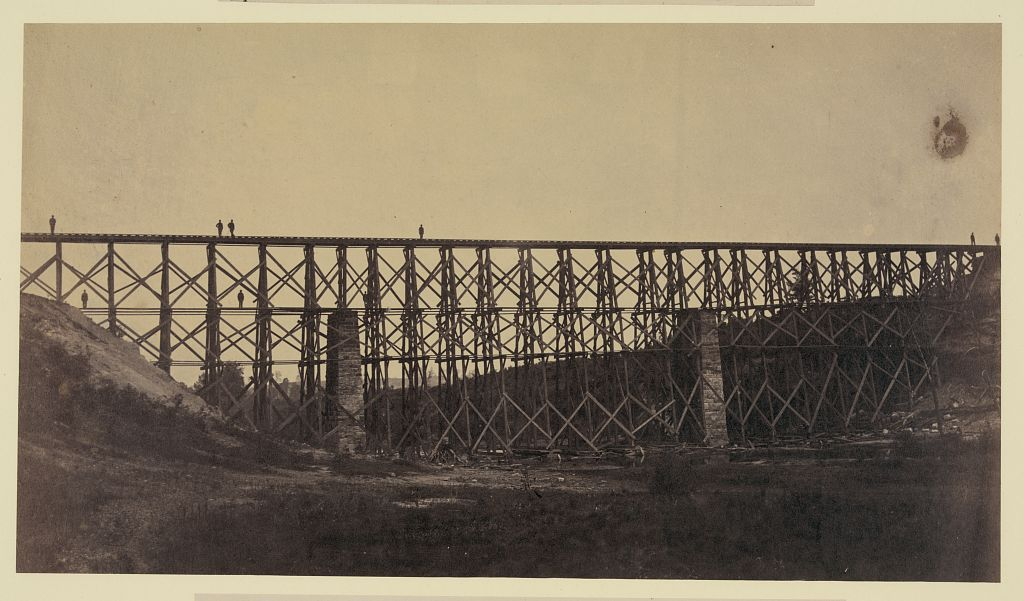
Pont sur le Potomac reconstruit en 40 heures par l'USMRR en mai 1864

## Bilan
Au total, pendant la guerre, cette formation a acheté et construit 312 locomotives et en capturé 106 aux Confédérés, en outre, 5 111 voitures ont été achetées, cinquante-cinq construits, et 409 capturées.
Cependant, la maintenance du matériel roulant n'était qu'une partie de la tâche, l'entretien des voies est tout aussi important si le service de chemin de fer immédiatement derrière les lignes de front devaient être poursuivis. De février 1862 au printemps de 1865, plus de 1 030 kilomètres de voie ferrée ont été créés ou remis à niveau, et plus de 42 kilomètres de ponts ont été construits ou reconstruits.